# Systém fotbalových soutěží ve Francii
Systém fotbalových soutěží ve Francii zahrnuje ligy od Ligue 1 do lig departmentů.

## Systém
| Úroveň | Liga/Divize                                                                                            | Liga/Divize                                                                                            | Liga/Divize                                                                                            | Liga/Divize                                                                                            | Liga/Divize                                                                                            | Liga/Divize                                                                                            | Liga/Divize                                                                                            | Liga/Divize                                                                                            | Liga/Divize                                                                                            | Liga/Divize                                                                                            | Liga/Divize                                                                                            | Liga/Divize                                                                                            |
| ------ | --- | --- | --- | --- | --- | --- | --- | --- | --- | --- | --- | --- |
|        | Profesionální ligy                                                                                     | | | | | | | | | | | |
| 1      | Ligue 1 18 klubů ↓ 2 sestupy + 1 play-off o sestup                                                     | Ligue 1 18 klubů ↓ 2 sestupy + 1 play-off o sestup                                                     | Ligue 1 18 klubů ↓ 2 sestupy + 1 play-off o sestup                                                     | Ligue 1 18 klubů ↓ 2 sestupy + 1 play-off o sestup                                                     | Ligue 1 18 klubů ↓ 2 sestupy + 1 play-off o sestup                                                     | Ligue 1 18 klubů ↓ 2 sestupy + 1 play-off o sestup                                                     | Ligue 1 18 klubů ↓ 2 sestupy + 1 play-off o sestup                                                     | Ligue 1 18 klubů ↓ 2 sestupy + 1 play-off o sestup                                                     | Ligue 1 18 klubů ↓ 2 sestupy + 1 play-off o sestup                                                     | Ligue 1 18 klubů ↓ 2 sestupy + 1 play-off o sestup                                                     | Ligue 1 18 klubů ↓ 2 sestupy + 1 play-off o sestup                                                     | Ligue 1 18 klubů ↓ 2 sestupy + 1 play-off o sestup                                                     |
| 2      | Ligue 2 18 klubů ↑ 2 postupy + 1 play-off o postup ↓ 2 sestupy + 1 play-off                            | Ligue 2 18 klubů ↑ 2 postupy + 1 play-off o postup ↓ 2 sestupy + 1 play-off                            | Ligue 2 18 klubů ↑ 2 postupy + 1 play-off o postup ↓ 2 sestupy + 1 play-off                            | Ligue 2 18 klubů ↑ 2 postupy + 1 play-off o postup ↓ 2 sestupy + 1 play-off                            | Ligue 2 18 klubů ↑ 2 postupy + 1 play-off o postup ↓ 2 sestupy + 1 play-off                            | Ligue 2 18 klubů ↑ 2 postupy + 1 play-off o postup ↓ 2 sestupy + 1 play-off                            | Ligue 2 18 klubů ↑ 2 postupy + 1 play-off o postup ↓ 2 sestupy + 1 play-off                            | Ligue 2 18 klubů ↑ 2 postupy + 1 play-off o postup ↓ 2 sestupy + 1 play-off                            | Ligue 2 18 klubů ↑ 2 postupy + 1 play-off o postup ↓ 2 sestupy + 1 play-off                            | Ligue 2 18 klubů ↑ 2 postupy + 1 play-off o postup ↓ 2 sestupy + 1 play-off                            | Ligue 2 18 klubů ↑ 2 postupy + 1 play-off o postup ↓ 2 sestupy + 1 play-off                            | Ligue 2 18 klubů ↑ 2 postupy + 1 play-off o postup ↓ 2 sestupy + 1 play-off                            |
|        | Poloprofesionální ligy                                                                                 | | | | | | | | | | | |
| 3      | National 18 klubů ↑ 2 postupy + 1 play-off spot ↓ 3 sestupy                                            | National 18 klubů ↑ 2 postupy + 1 play-off spot ↓ 3 sestupy                                            | National 18 klubů ↑ 2 postupy + 1 play-off spot ↓ 3 sestupy                                            | National 18 klubů ↑ 2 postupy + 1 play-off spot ↓ 3 sestupy                                            | National 18 klubů ↑ 2 postupy + 1 play-off spot ↓ 3 sestupy                                            | National 18 klubů ↑ 2 postupy + 1 play-off spot ↓ 3 sestupy                                            | National 18 klubů ↑ 2 postupy + 1 play-off spot ↓ 3 sestupy                                            | National 18 klubů ↑ 2 postupy + 1 play-off spot ↓ 3 sestupy                                            | National 18 klubů ↑ 2 postupy + 1 play-off spot ↓ 3 sestupy                                            | National 18 klubů ↑ 2 postupy + 1 play-off spot ↓ 3 sestupy                                            | National 18 klubů ↑ 2 postupy + 1 play-off spot ↓ 3 sestupy                                            | National 18 klubů ↑ 2 postupy + 1 play-off spot ↓ 3 sestupy                                            |
| 4      | National 2 48 klubů skupiny (3) ↑ 3 postupy ↓ 10 sestupů (k sezóně 2024/25)                            | National 2 48 klubů skupiny (3) ↑ 3 postupy ↓ 10 sestupů (k sezóně 2024/25)                            | National 2 48 klubů skupiny (3) ↑ 3 postupy ↓ 10 sestupů (k sezóně 2024/25)                            | National 2 48 klubů skupiny (3) ↑ 3 postupy ↓ 10 sestupů (k sezóně 2024/25)                            | National 2 48 klubů skupiny (3) ↑ 3 postupy ↓ 10 sestupů (k sezóně 2024/25)                            | National 2 48 klubů skupiny (3) ↑ 3 postupy ↓ 10 sestupů (k sezóně 2024/25)                            | National 2 48 klubů skupiny (3) ↑ 3 postupy ↓ 10 sestupů (k sezóně 2024/25)                            | National 2 48 klubů skupiny (3) ↑ 3 postupy ↓ 10 sestupů (k sezóně 2024/25)                            | National 2 48 klubů skupiny (3) ↑ 3 postupy ↓ 10 sestupů (k sezóně 2024/25)                            | National 2 48 klubů skupiny (3) ↑ 3 postupy ↓ 10 sestupů (k sezóně 2024/25)                            | National 2 48 klubů skupiny (3) ↑ 3 postupy ↓ 10 sestupů (k sezóně 2024/25)                            | National 2 48 klubů skupiny (3) ↑ 3 postupy ↓ 10 sestupů (k sezóně 2024/25)                            |
| 4      | Group A 16 klubů                                                                                       | Group A 16 klubů                                                                                       | Group A 16 klubů                                                                                       | Group B 16 klubů                                                                                       | Group B 16 klubů                                                                                       | Group B 16 klubů                                                                                       | Group B 16 klubů                                                                                       | Group C 16 klubů                                                                                       | Group C 16 klubů                                                                                       | Group C 16 klubů                                                                                       | | |
| 5      | National 3 140 klubů 10 skupin (k sezóně 2024/25) = 14x10 112 klubů 8 skupin (k sezóně 2025/26) = 14x8 | National 3 140 klubů 10 skupin (k sezóně 2024/25) = 14x10 112 klubů 8 skupin (k sezóně 2025/26) = 14x8 | National 3 140 klubů 10 skupin (k sezóně 2024/25) = 14x10 112 klubů 8 skupin (k sezóně 2025/26) = 14x8 | National 3 140 klubů 10 skupin (k sezóně 2024/25) = 14x10 112 klubů 8 skupin (k sezóně 2025/26) = 14x8 | National 3 140 klubů 10 skupin (k sezóně 2024/25) = 14x10 112 klubů 8 skupin (k sezóně 2025/26) = 14x8 | National 3 140 klubů 10 skupin (k sezóně 2024/25) = 14x10 112 klubů 8 skupin (k sezóně 2025/26) = 14x8 | National 3 140 klubů 10 skupin (k sezóně 2024/25) = 14x10 112 klubů 8 skupin (k sezóně 2025/26) = 14x8 | National 3 140 klubů 10 skupin (k sezóně 2024/25) = 14x10 112 klubů 8 skupin (k sezóně 2025/26) = 14x8 | National 3 140 klubů 10 skupin (k sezóně 2024/25) = 14x10 112 klubů 8 skupin (k sezóně 2025/26) = 14x8 | National 3 140 klubů 10 skupin (k sezóně 2024/25) = 14x10 112 klubů 8 skupin (k sezóně 2025/26) = 14x8 | National 3 140 klubů 10 skupin (k sezóně 2024/25) = 14x10 112 klubů 8 skupin (k sezóně 2025/26) = 14x8 | National 3 140 klubů 10 skupin (k sezóně 2024/25) = 14x10 112 klubů 8 skupin (k sezóně 2025/26) = 14x8 |
| 5      | Group A 14 klubů                                                                                       | Group B 14 klubů                                                                                       | Group C 14 klubů                                                                                       | Group D 14 klubů                                                                                       | Group E 14 klubů                                                                                       | Group F 14 klubů                                                                                       | Group G 14 klubů                                                                                       | Group H 14 klubů                                                                                       | Group I 14 klubů                                                                                       | Group J 14 klubů                                                                                       | | |

### Regionální ligy
| Ligy                    | 6. liga    | 7. liga    | 8. liga    | 9. liga    |
| ----------------------- | ---------- | ---------- | ---------- | ---------- |
| Auvergne-Rhône-Alpes    | Régional 1 | Régional 2 | Régional 3 |            |
| Bourgogne-Franche-Comté | Régional 1 | Régional 2 | Régional 3 |            |
| Brittany                | Régional 1 | Régional 2 | Régional 3 |            |
| Centre-Val de Loire     | Régional 1 | Régional 2 | Régional 3 |            |
| Corsica                 | Régional 1 | Régional 2 | Régional 3 | Régional 4 |
| Grand Est               | Régional 1 | Régional 2 | Régional 3 |            |
| Hauts-de-France         | Régional 1 | Régional 2 | Régional 3 |            |
| Méditerranée            | Régional 1 | Régional 2 |            |            |
| Normandy                | Régional 1 | Régional 2 | Régional 3 |            |
| Nouvelle Aquitaine      | Régional 1 | Régional 2 | Régional 3 |            |
| Occitanie               | Régional 1 | Régional 2 | Régional 3 |            |
| Paris Île-de-France     | Régional 1 | Régional 2 | Régional 3 |            |
| Pays de la Loire        | Régional 1 | Régional 2 | Régional 3 |            |

### Ligy departmentů
Ligy v rámci departmentu od úrovně devět dolů.